# Municipiu
Municipiul (din latină municipium) este o unitate administrativ-teritorială a unei țări.
Astăzi, cuvântul municipiu, în dependență de țară, desemnează diverse tipuri de unități administrativ-teritoriale, de obicei orașe mari cu rolul sporit economic, social, politic și cultural.
Municipiul este condus de un colectiv de organe administrative, numit municipalitate, compus din primar și consiliu municipal.
În unele țări, entitățile echivalente pentru municipii sunt numite "comune"; de exemplu, comuna franceză, comuna italiană, kommune în norvegiană sau kommun suedeză). Termenul provine de la comunele medievale (orașe-stat italiene, orașe libere imperiale).
În Roma Antică, un municipium a fost un oraș liber, care se autoguverna și avea un grad mai ridicat de autonomie.
- municipium (municipia la plural) — un oraș auto-guvernat dintr-una din provinciile Imperiului Roman, al doilea nivel de organizare după colonia
- municipiu — a doua subdiviziune administrativă din Bhutan, după cea de district
- municipiu — a doua subdiviziune administrativă din Brazilia, după cea de unitate federativă
- municipiu — a doua subdiviziune administrativă din Mexic, după cea de statul federal
- municipiu — a doua subdiviziune administrativă din Polonia (împreună cu powiat), între voievodat și comună
- municipiu — a doua subdiviziune administrativă din Portugalia, după cea de district
- municipiu — prima subdiviziune administrativă din Republica Moldova împreună cu raioanele și unitățile teritorial-administrative speciale
- municipiu — a doua subdiviziune administrativă din România împreună cu orașele și comunele.
- municipiu – a treia subdiviziune administrativă din Spania, după provincie.